# Материально-техническое снабжение
Материа́льно-техни́ческое снабже́ние или материа́льно-техни́ческое обеспече́ние (МТО) — процесс обеспечения предприятия всеми видами материальных и технических ресурсов в сроки и в объёмах, необходимых для бесперебойного осуществления его производственной деятельности.
На предприятиях функции материально-технического снабжение осуществляется отделами ОМТС (отделом материально-технического снабжения или службой МТО — службой материально-технического обеспечения), которыми планируются, контролируются, регулируются и осуществляются оптовые закупки, транспортировка, оптимизация, складская переработка, хранение и отпуск в производство материальных и технических ресурсов.

## Организация снабжения
Отделы материально-технического снабжения, строятся по функциональному или материальному признаку. В случае построения функциональному признаку — каждая функция снабжения (закупка, транспортировка и так далее) выполняется специализированной группой работников (подотделом). При построении службы снабжения по материальному признаку определённые группы (подотделы) выполняют весь спектр функций снабжения по отдельному виду материалов. Также в службах снабжения встречается структура смешанного типа: например, несколько товарных отделов и функциональные — плановое и диспетчерское подразделения. В ОМТС могут также входить отделы (бюро, группы) внешней кооперации, обеспечивающие производство полуфабрикатами (заготовками, деталями, узлами).